# Кривокорытов, Павел Тимофеевич
Па́вел Тимофе́евич Кривокоры́тов (1915—1996) — майор Советской Армии, участник Великой Отечественной войны, Герой Советского Союза (1945).

## Биография
Павел Кривокорытов родился 7 сентября 1915 года в деревне Орловка. После окончания семи классов школы, курсов фельдшеров и двухгодичного глазного факультета Ижевского медицинского института работал инструктором Бемыжского райздравотдела. В декабре 1936 года Кривокорытов был призван на службу в Рабоче-крестьянскую Красную Армию. Окончил полковую школу и курсы младших лейтенантов. С 1941 года — на фронтах Великой Отечественной войны. К январю 1945 года капитан Павел Кривокорытов командовал батареей 1040-го армейского истребительно-противотанкового артиллерийского полка 22-й армии 2-го Прибалтийского фронта. Участвовал в сражениях на территории Латвийской ССР.
5-9 января 1945 года батарея Кривокорытова участвовал в боях с пытавшимися прорваться из окружения немецкими войсками в районе деревни Брувере Тукумского района. За пять дней боёв она отразила 17 немецких атак, уничтожив 23 танка, 1 бронетранспортёр и несколько сотен вражеских солдат и офицеров. В критический момент боя Кривокорытов сначала вызвал огонь на себя, а затем поднял артиллеристов в атаку. В том бою он получил тяжёлое ранение.
Указом Президиума Верховного Совета СССР от 29 июня 1945 года за «образцовое выполнение боевых заданий командования на фронте борьбы с немецкими захватчиками и проявленные при этом мужество и героизм» капитан Павел Кривокорытов был удостоен высокого звания Героя Советского Союза с вручением ордена Ленина и медали «Золотая Звезда» за номером 6933.
После окончания войны Кривокорытов продолжил службу в Советской Армии. В 1946 году он окончил Высшую офицерскую артиллерийскую школу. В 1955 году в звании майора Кривокорытов был уволен в запас. Проживал в Николаеве, руководил Николаевским областным Добровольным пожарным обществом. Умер в 1996 году.
Был также награждён орденом Красного Знамени, двумя орденами Александра Невского, орденами Отечественной войны 1-й и 2-й степеней, Красной Звезды, рядом медалей.

## Комментарии
1. ↑  Деревня Орловка (Орловский)[1] не сохранилась; ныне — Вавожский район Удмуртии.